# Карарваям
Карарваям — река в России, на северо-востоке Камчатского края.
Длина реки — 24 км. Протекает по территории Олюторского района. Берёт исток с восточного склона безымянной вершины высотой 1087 м, впадает в Берингово море (лиман Мачевна). Протекает в меридиональном направлении, почти на всём протяжении в узкой межгорной впадине.
Название в переводе с коряк. Кыррэнваям — «река горного барана».

## Данные водного реестра
По данным государственного водного реестра России относится к Анадыро-Колымскому бассейновому округу.
Код объекта в государственном водном реестре — 19060000212120000002198.